# Палаты у Сокольей башни
Палаты у Сокольей Башни (также называемые Дом ксендза по одному из последних владельцев здания) — историческая жилая постройка в Пскове, по адресу Комсомольский переулок, дом 7. Объект культурного наследия России федерального значения.

## История

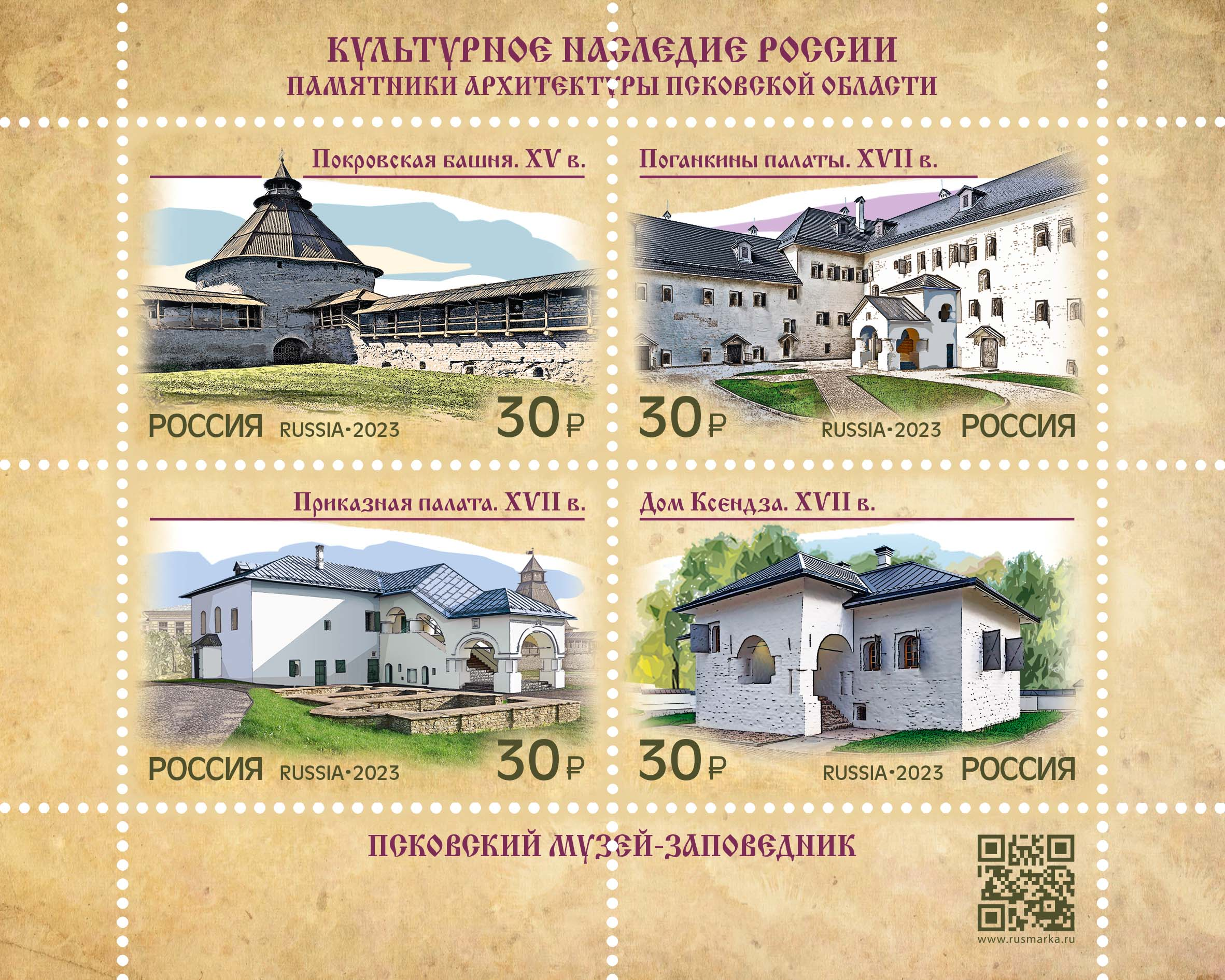
Квартблок 2023 год. Серия «Культурное наследие России. Памятники архитектуры Псковской области»

Точная дата постройки палат и по чьему заказу они были заложены — неизвестно. Предположительно, строительство было начато в середине XVII века по заказу братьев Котковых, у которых в 1675 году участок приобрели Василий и Аксентий Пушечниковы. Участок значился в Мокролужской сотне и находился напротив монастыря Иоанна Златоуста. После смерти брата, Аксентий остался единоличным владельцем двора, и на начало 1680-х годов он имел здесь деревянные «хоромишко», и колодец, и каменный погреб. В мае 1682 года в ходе большого пожара в Пскове деревянные постройки двора сгорели, и в том же году Аксентий скончался. Двор унаследовала его вдова, Ефросинья Степановна Пушечникова, под руководством которой была начата (или продолжена) постройка нового, каменного дома, используя в старый каменный погреб в качестве подвала. Сводами по деревянным опалубкам были перекрыты помещения подклета, частично сооружены стены этажа и вперевязку с ними выстроено крыльцо. Но в 1683 году челобитную о желании владеть двором подал псковский дворянин Еким Прокофьевич Рокотов, годом позже двор с недостроенным домом перешёл в его владение. Новый хозяин внёс в строительство изменения: прикладами к торцевым стенам нижнего этажа была увеличена длина верхнего и дом был достроен в больших габаритах.
Семья Рокотовых владела двором чуть больше века, пока 19 (30) декабря 1785 года подполковник Матвей Евстифеевич Рокотов не продал участок со зданиями за 400 рублей Якову Иконникову. В 1863 году дом приобрёл ксендз находившегося по соседству польского костёла Святой Троицы. На фото начала XX века дом имел деревянный мезонин, обшитый тёсом и покрытый двускатной кровлей. В середине располагался фронтон, а на южном фасаде имелось три больших окна.
В 1944 году в ходе освобождения Пскова от немецкой оккупации здание сгорело и лишилось всех деревянных элементов. До 1953 года оно стояло без крыши. За этот период были проведены объёмные натурные исследования, по итогам которых в 1960 году постановлением Совета Министров РСФСР здание было признано памятником культурного наследия РСФСР республиканского значения под названием «Дом ксендза», в связи с его последним известным жильцом. В 2000-х годах здание было передано Псковскому музею-заповеднику и 26 июля 2008 года там был торжественно открыт историко-этнографический центр «Псковский Кузнечный Двор». В 2019 году здание было закрыто на реставрацию, после которой музей-заповедник планирует разместить в нём различные экспозиции, посвящённые ремёслам и занятиям псковичей.

## Описание
Палаты расположены по адресу Комсомольский переулок, дом 7 (ранее дом 5) в глубине двора и обращены к переулку фасадом. Здание имеет два этажа и сложено из неотёсанной известняковой плиты, скреплённой известняковым раствором. С северной стороны к зданию примыкает пристенное каменное крыльцо, ведущее на второй этаж и выполняющее функцию парадного входа, причём при крыльце имеется каменная палатка.
Над каменными этажами размещался брусяной терем, от нижних венцов которого остались отпечатки в штукатурке; над крыльцом же была деревянная светлица, вокруг которой обходило деревянное же гульбище.